# 디 아크
디 아크(The Ark)는 스웨덴의 록 밴드이다.